# Roeselia pulverea
Roeselia pulverea är en fjärilsart som beskrevs av Paul Dognin 1912. Roeselia pulverea ingår i släktet Roeselia och familjen trågspinnare. Inga underarter finns listade.